# Palacio de la Paz y la Reconciliación
El palacio de la Paz y la Reconciliación (también llamado Pirámide de la Paz y el Acuerdo) es un edificio de 77 m (62 m de pirámide y 15 m de una zona ajardinada) de altura situado en Astaná, capital de Kazajistán. La estructura fue construida por Sembol, costó 8,74 millones de tenge (alrededor de £ 35 millones) y se inauguró a finales de 2006.
La construcción con forma de pirámide tiene 62 m de altura y se encuentra a unos 15 m de altura de una zona ajardinada que cubre los niveles inferiores.
Fue diseñado por Foster and Partners, Tabanlioglu y los ingenieros de Buro Happold. El diseño consta de cinco niveles triangulares, siendo cada triángulo de 12 m de lado. El inferior, con tres niveles de triángulos, está chapado en granito. La parte superior de dos niveles triangulares, está acristalada. El diseño de las vidrieras es de Brian Clarke.
La estructura de la pirámide es de acero aunque en los niveles inferiores de la construcción se utilizó también hormigón armado. Los ingenieros tuvieron que diseñar el edificio para soportar su dilatación y contracción debidas a las variaciones de temperatura de más de 80 °C, desde -40 a más de 40 °C, que dilatan la construcción hasta 30 cm.
La pirámide fue construida para acoger el Congreso Mundial de Dirigentes de Religiones y Tradicionales. En los niveles inferiores se encuentra el auditorio. El diseño del equipamiento es de Anne Minors Performance Consultants y el de sonido y la acústica de Sound Space Design.